# Michel Tabachnik
Michel Tabachnik (Ginevra, 10 novembre 1942) è un direttore d'orchestra e compositore svizzero.

## Biografia

### Primi anni e formazione
Michel Tabachnik è nato a Ginevra, dove ha studiato pianoforte, composizione e direzione d'orchestra. All'inizio della sua carriera come direttore d'orchestra, fu allievo di Igor Markevitch, Herbert von Karajan e Pierre Boulez; per quest'ultimo lavorò come assistente per quattro anni, principalmente con la BBC Symphony Orchestra di Londra. Tabachnik fu coinvolto profondamente e ciò gli permise di dirigere numerose première mondiali, tra cui molte di Iannis Xenakis.

### Carriera internazionale
È stato direttore musicale della Gulbenkian Foundation Orchestra di Lisbona, della Orchestre Philharmonique de Lorraine e della Ensemble InterContemporain di Parigi. Tra le altre, è stato direttore ospite della Berliner Philharmoniker, del Concertgebouw di Amsterdam, dell'NHK di Tokio, dell'Orchestre de Paris, della Fenice di Venezia e di festival come quello di Lucerna, quello di Salisburgo, quello di Aix-en-Provence e quello di Ravello.
In ambito operistico, Michel Tabachnik ha diretto nei teatri di Parigi, Ginevra, Zurigo, Copenaghen, Lisbona, Roma and Montreal. È stato regolarmente ospite della Canadian Opera Company di Toronto, dove ha diretto, oltre ad altre opere, Lohengrin, Madama Butterfly, Carmen e La carriera di un libertino.

### Attività didattica
Michel Tabachnik lavora con numerose orchestre giovanili. È stato direttore artistico de l'Orchestre des Jeunes du Québec (1985–1989) e, per dodici anni, dell'Orchestre des Jeunes de la Méditerranée, fondata da lui stesso nel 1984.
Tabachnik è anche pedagogo: è stato Professore di Direzione d'Orchestra alla Facoltà di Musica dell'Università di Toronto (1984-1991) e alla Royal Danish Academy of Music di Copenaghen (1993-2001). Inoltre, tiene Master Classes ad Amsterdam (NOS), alla Gulbenkian Foundation di Lisbona, al Conservatorio di Parigi, al Conservatorio di Stoccolma.

### Composizione
Oltre a lavorare come direttore d'orchestra, Michel Tabachnik è anche compositore. Tra i brani più celebri che gli sono stati commissionati troviamo "La Légende de Haïsha" per il Bicentenario della rivoluzione francese, "Le Cri de Mohim" per i 700 anni della Svizzera, e "Le Pacte des Onze" per l'IRCAM (Cité de la Musique, Institut de Recherche et Coordination Acoustique/Musique) di Parigi.
Tabachnik registra per Erato e Lyrinx, con i quali è socio dal 1991. La sua discografia include Beethoven, Wagner, Honegger e Iannis Xenakis. La sua registrazione del “Concerto per pianoforte” di Schumann (con Catherine Collard solista) fu votata Miglior Performance dalla giuria internazionale della radio svizzera Radio Suisse Romande.
Nel 1995, Tabachnik è stato nominato Artista dell'anno dal Centro Internazionale di Arte e Cultura di Roma.

### Il coinvolgimento nello scandalo dell'Ordine del Tempio Solare
Tra il 1994 e il 2004, Tabachnik è stato implicato nei drammatici eventi dell'Ordine del Tempio Solare. Nel 2001 e nel 2006, è stato giudicato non colpevole delle accuse di partecipazione ai suicidi collettivi a Salvan e Cheiry (Svizzera, ottobre 1994) e nel Vercors (Francia, dicembre 1995), sia dal sistema giudiziario francese che da quello svizzero.

### Rinascita
Dal settembre 2005, Michel Tabachnik è direttore principale della Noord Nederlands Orkest (NNO) e nel 2011 ne diviene direttore emerito.
Nel 2008, è stato nominato nuovo direttore musicale e direttore principale della Brussels Philharmonic, con cui è andato in tournée in Cina (12 concerti nel 2009), in Germania (2010), in Gran Bretagna (2012) e in America del Sud (2012).
Collabora con orchestre e teatri stranieri, come la Radio-Sinfonieorchester di Stuttgart.
Gestisce un blog su Internet.